# コロンバン
株式会社コロンバン（英: Colombin Co.,Ltd）は、東京都渋谷区神宮前に本社を、東京都中央区銀座に本店を置くショートケーキやクッキー、原宿焼きショコラなどを中心としたフランス菓子の製菓会社である。

## 概要
東京土産マーケット、法人向けオリジナル焼菓子、イオンやスーパー・コンビニエンスストアの贈答用菓子、amazon直販が主力マーケットである。
主力商品は「フールセック」「メルヴェイユ」「コロンバンビスキュイ」「ビスキュイアソートメント」「フレンチパイセレクション」といった焼菓子。
喫茶店や百貨店内の売店ではケーキも販売している が直営店が減っており、生菓子の割合は非常に小さい。
渋谷コロンバンビル屋上での養蜂プロジェクトや、「原宿ロール」「原宿焼きショコラ」を展開する。バタークリームを使用したホールのデコレーションケーキは、クリスマスや母の日以外は受注生産しかしていない。また長年、半円形のジャパニーズワッフルを販売していたが、こちらも今は池袋東武店のみ常設。戦前から今に至るまで、洋菓子では唯一の宮内庁御用達である。
かつては三和グループのメンバーであり三和系企業で設立されたみどり会のメンバーだったが、今は退会している。
養蜂に因んだ「原宿みっころ」というキャラクターが存在する（着ぐるみ、人形、2次元）。

## 歴史
1915年（大正4年）、宮内省大膳寮員を拝命した門倉国輝が、渡仏、帰国後1924年（大正13年）に、東京大森に日本初のフランス菓子店コロンバン商店を創業したのが発祥という、洋菓子界屈指の老舗。社名は「野鳩」を意味するフランス語で、創業者が修業したパリの洋菓子店から「のれん分け」された。日本ではのれん分けが珍しくない菓子業界であるが、ここからさらに別れたのは今は無き「青森コロンバン」のみである。
定番の日本風ショートケーキをコロンバンが初めて考案、製作販売したとしている。1931年（昭和6年）に銀座（現：銀座6丁目界隈）にオープンテラス喫茶のパイオニアである路傍風の店舗「テラスコロンバン」を開店するなど、格式が高く先駆的な会社として知られた。第二次世界大戦の最中に砂糖の配給停止により一時休業に追い込まれるも、戦後再興した。
1951年（昭和26年）には渋谷の東横百貨店（現：東急百貨店東横店）の「東横のれん街」に日本初の洋生菓子実演室付き店舗を設置。営業規模の最盛期は1985年（昭和60年）頃で、関東だけで110を超える百貨店内の喫茶店、売店等があった が、次第に関東・中京・関西とも直営店の数を縮小し、現在は東京・千葉のみ9店舗である。
2006年（平成16年）に就任した小澤俊文新社長の「売り場改革」戦略で、業績も回復。特にフールセックはオリジナルクッキーの拡販により年間売上高4400万円が6億円と、約13倍に急伸するなど、積極的な商品・市場開拓展開、営業展開により、新たな成長を見せている。
2020年（令和2年）1月17日、近隣の土地と合わせた東急不動産、渋谷区との再開発に伴い、53年続いた表参道沿いの原宿本店サロンを同年2月16日に閉店することを発表した。喫茶店ではないが、近隣に売店「コロンバン原宿」が再開している。
2022年（令和4年）7月19日に、渋谷区の表参道から一本奥に入った場所にコロンバン原宿サロンが復活。コロンバン原宿（売店）と合わせ、原宿には2店舗存在している。
2025年（令和7年）7月14日、本社及び東京営業本部を渋谷区神宮前の京セラ原宿ビルに移転。

## 店舗
かつては東京だけでなく大阪、名古屋、札幌、仙台、静岡にも支社があったが、現在残るのは大阪、名古屋、仙台（再開）である。
- 売店
  - 東京駅グランスタ店
  - 羽田空港SMILE TOKYO店　
  - コロンバン原宿
  - イオン成田店
  - 池袋東武店
  - アトレ松戸店
  - イオン幕張新都心店
- 喫茶店
  - コロンバン原宿サロン
  - 京王新宿サロン（サロン・ド・テ・コロンバン）

## 備考
銀座のコロンバンには藤田嗣治画伯の絵画が天井に飾られ（現在は赤坂迎賓館蔵）、永井荷風、川端康成、谷崎潤一郎、田村泰次郎といった文豪もしばしば来店していた。谷崎潤一郎の小説細雪には同店が登場する。今でも銀座のイメージが強いが、登記上の本店である以外には一部オフィスがあるだけで、休業中のサロン本店が存在した原宿が事実上の本社である。
フランスパンの連想からか、しばしば「コロンパン」と誤読されるが、基本的にパンは販売していない。

## テレビ番組
- 日経スペシャル カンブリア宮殿 負の連鎖を断ち切れ！老舗菓子メーカーが挑んだ感動の復活劇（2018年1月25日、テレビ東京）[11]